# Joaquín de Oreamuno y Muñoz de la Trinidad
Joaquín Mariano de Oreamuno y Muñoz de la Trinidad (Cartago, provincia de Costa Rica, 14 de julio de 1755-ib., 13 de noviembre de 1827) fue un militar y político costarricense, gobernante de Costa Rica como comandante general de las armas del 29 de marzo al 5 de abril de 1823.

## Biografía
Fue hijo de José Antonio de Oreamuno y García de Estrada, teniente de gobernador de Costa Rica en 1789, y María de la Encarnación Muñoz de la Trinidad y Arburola. 
Casó en Cartago el 11 de noviembre de 1782 con Florencia Josefa Jiménez y Robredo —bautizada el 26 de octubre de 1766 y fallecida el 16 de marzo de 1818—, hija de José Antonio Jiménez y Bonilla y Petronila Rodríguez de Robredo y Arlegui. 

### Actividades privadas
No cursó estudios formales, pero se dedicó con éxito a la práctica del derecho y la medicina en su ciudad natal. También fue dueño de valiosas propiedades dedicadas a la agricultura y a la ganadería y ejerció el comercio.

### Carrera militar
Alcanzó el grado de capitán en las milicias de Costa Rica. Formó parte de la expedición del batallón provincial a Nicoya y Nicaragua en 1812.

### Cargos públicos
Desempeñó numerosos cargos públicos. Fue mayordomo de propios del Ayuntamiento de Cartago en 1782; alcalde primero de Cartago en 1791, 1794, 1799, 1814 y 1820; alcalde segundo en 1795, 1796 y 1806. También fue alguacil mayor y regidor de Cartago.
Como alcalde primero de Cartago estuvo interinamente a cargo del mando político de Costa Rica en enero de 1799 por ausencia del gobernador Tomás de Acosta y Hurtado de Mendoza, y del 24 de septiembre al 22 de diciembre de 1817 por ausencia del gobernador Juan de Dios de Ayala y Toledo.
Fue miembro de la Junta de Legados de los Pueblos que gobernó Costa Rica de noviembre a diciembre de 1821.

### Comandante general de las Armas
Fue el principal caudillo de los partidarios del Primer Imperio Mexicano en Costa Rica y llevó a cabo el golpe militar monárquico del 29 de marzo de 1823, que derrocó el gobierno de la Diputación de Costa Rica presidida por Rafael Francisco Osejo y lo llevó a asumir el poder con el título de comandante general de las armas. 
Su gobierno fue muy breve, ya que sus tropas fueron derrotadas en la batalla de Ochomogo el 5 de abril de 1823, por las fuerzas de Gregorio José Ramírez y Castro, que tomaron la ciudad de Cartago y lo condujeron preso a San José. Se le siguió un proceso y se le condenó a degradación, confinamiento y penas pecuniarias, pero poco después fue indultado. En sus últimos años se mantuvo alejado de toda actividad política.

### Fallecimiento
Murió en Cartago, Costa Rica, el 13 de noviembre de 1827. En 1996 Jorge Francisco Sáenz Carbonell publicó una biografía suya con el título Don Joaquín de Oreamuno y Muñoz de la Trinidad. Vida de un monárquico costarricense.

## Vida privada
Hijos de este matrimonio fueron:
1. Ana Josefa, casada con Joaquín Hidalgo y Muñoz de la Trinidad.
2. María Josefa, soltera.
3. José María Joaquín, murió en la infancia.
4. María Juliana, casada con José Antonio García y González.
5. Joaquina Francisca, soltera.
6. Ramona Estéfana de los Ángeles, casada con Antonio Figueroa y Álvarez y madre del abogado y político Eusebio Figueroa Oreamuno.
7. Félix Oreamuno y Jiménez, casado con Ramona Carazo y Alvarado.
8. José Vicente Ildefonso, murió en la infancia.
9. María Agustina de Jesús, murió en la infancia.
10. Nicolás de Santa Rosa, sacerdote.
11. Francisco de Paula, casado con Ana Oreamuno y Muñoz de la Trinidad.
12. Pedro José, soltero.
13. Manuel de Jesús, murió en la infancia.
14. José de Jesús, casado con Lucía Carazo y Peralta.
15. María Gertrudis, murió en la infancia.
16. María Francisca, casada con Juan Freses de Ñeco.
17. María Gertrudis de Mercedes, casada con Crisanto Fernández Hidalgo.